# Al-Muʿtamid (Abbadide)

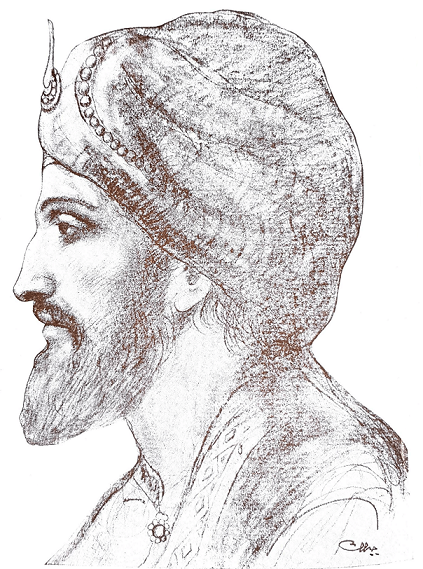
Darstellung von Muhámmad al-Mutámid durch Khalil Gibran

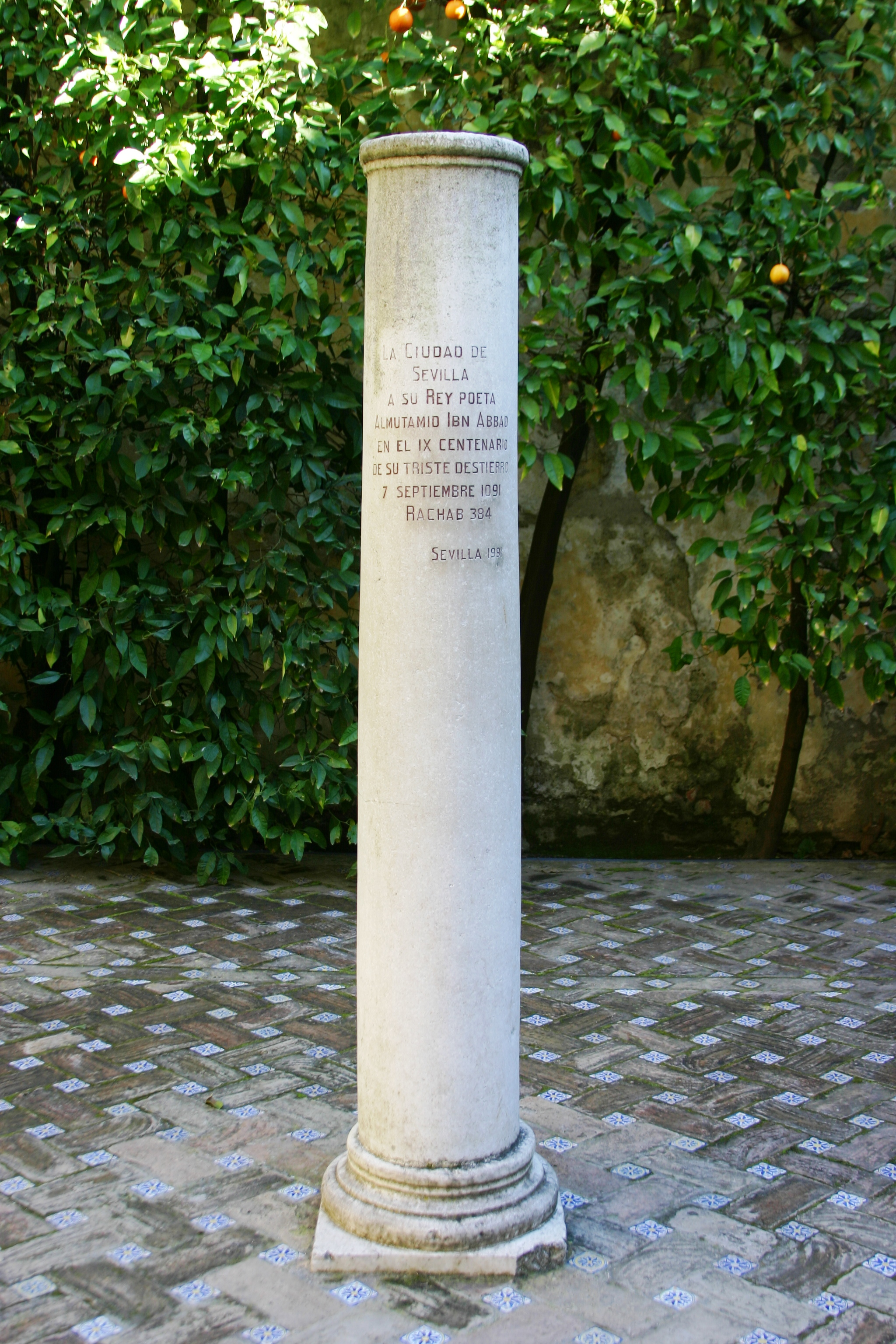
Kolumne des al-Mutamid im Alcazar-Garten von Sevilla

Muhammad al-Mu'tamid ibn Abbad (spanisch Muhámmad al-Mutámid, arabisch محمد المعتمد بن عباد, DMG Muḥammad al-Muʿtamid bin ʿAbbād; * 1040 in Beja, Portugal; † 1095 in Aghmat, Marokko) war der Sohn des Taifa-Königs Abbad II. von Sevilla und ein bekannter Dichter. Ab 1063 verwaltete er das von seinem Vater eroberte maurische Taifa-Emirat Silves im heutigen Portugal als Gouverneur. Nach des Vaters Tod 1069 wurde er der dritte und letzte Herrscher des Emirats Sevilla aus der Abbadiden-Dynastie. Unter seiner Herrschaft war Sevilla zunächst das mächtigste der Taifa-Reiche in al-Andalus, um dann wie die anderen verbliebenen Emirate von den Almoraviden erobert zu werden und in deren Reich aufzugehen.

## Ibn Ammar
Al-Mu'tamid war nicht weniger bemerkenswert als sein ruchloser Vater, aber wesentlich umgänglicher als dieser. Wie schon Abbad II., so war auch al-Mu'tamid ein Freund und Förderer der Wissenschaften und insbesondere der Poesie, aber er war auch selbst einer der besten und bekanntesten Dichter des al-Andalus. Seine Begeisterung für Poesie brachte ihn sogar dazu, seinen Busenfreund, den Dichter Ibn Ammar, zu höchsten Staatsämtern zu erheben. Ibn Ammar war als junger und mittelloser Dichter und Abenteurer nach Sevilla gekommen. Seine kunstvollen Verse beeindruckten den jungen Prinzen al-Mu'tamid sehr, und die beiden wurden enge Freunde, die gemeinsam ihrem Vergnügen und ihrer Freude an Dichtung nachgingen. Als der Prinz mit 23 Jahren Gouverneur von Silves wurde, machte er Ibn Ammar zu seinem Wesir, und als er seinem Vater als Herrscher in Sevilla nachfolgte auch zum Großwesir. Die Beziehung der beiden zueinander war jedoch turbulent und endete 1078, als die Eitelkeit, der Hochmut und die Bestechlichkeit und Betrügerei Ibn Ammars für al-Mu'tamid nicht länger tragbar waren. Al-Mu'tamid tötete ihn eigenhändig und beerdigte ihn dann mit großen Ehrenbezeugungen.

## ar-Rumaikiyya
In der Folge fiel al-Mu'tamid noch mehr als zuvor unter den Einfluss seiner Lieblingsfrau I'timad, besser bekannt unter dem Namen ar-Rumaikiyya („Sklavin des Rumaik“). Er hatte sie als junger Mann gesehen und gehört, als er und Ibn Ammar Verse schmiedend am Ufer des Guadalquivir spazieren gingen und die schöne Wäscherin, so die Legende, die beiden mit einem eigenen Vers überraschte. Al-Mu'tamid kaufte sie ihrem Besitzer ab und machte sie zu seiner Frau. Ihre Kaprizen und die Extravaganz, mit der al-Mu'tamid sie verwöhnte, sind vielfach beschrieben worden, so z. B. in der Erzählung „De lo que aconteció al rey Abenabed de Sevilla con su mujer, Ramaiquía“ in Don Juan Manuels berühmtem 1330–1350 erstandenen Buch Libro de los ejemplos del Conde Lucanor y de Patronio. Während seiner Regentschaft in Sevilla befassten sich die Gedichte al-Mu'tamids mit der Erweiterung seines Reichs, mit Herrschaft und Krieg, mit seiner Liebe zu Rumaikiyya und mit ihrem gemeinsamen Leben am Hof.
Gleichzeitig hatte al-Mutamid einen männlichen Harem.

## Herrschaft

### Anfangserfolge
Schon unter Abbad II. war Sevilla zum mächtigsten Reich in al-Andalus geworden, und al-Mu'tamid führte die Eroberungskriege seines Vaters gegen die benachbarten Berber-Emirate fort. Die kostspieligen Kriege und seine verschwenderische Hofhaltung belasteten seine Staatsfinanzen so sehr, dass er seine Untertanen mit drückenden Steuern belegen musste. Im Jahre 1070 eroberte er das Emirat Córdoba von den Dhun-Nuniden, die erst im Vorjahr die Dschahwariden von dort vertrieben hatten. Zwar verlor er Córdoba 1075 noch einmal, konnte es aber 1078 endgültig seinem Reich einverleiben. Auch brachte er 1078/79 die südlich des Guadiana gelegenen Teile des Taifa-Emirats von Toledo und seiner Dependancen bis an die Grenzen des Emirats Murcia unter seine Kontrolle. Bei diesen Unternehmungen erwies sich al-Mu'tamid als ebenso fähig und skrupellos wie sein Vater.

### Kampf gegen Kastilien

Taifa-Reich Sevilla unter Abu l-Qasim (Abbad I.) (dunkelgrün), Abbad II. al-Mu'tadid (grün) und Muhammad al-Mu'tamid (hellgrün)

Im Jahre 1080 kam es zum ersten ernsthaften Zusammenstoß mit Alfons VI. von Kastilien, dem al-Mu'tamid bzw. schon sein Vater seit 1063 Tribut schuldeten. Al-Mu'tamid versuchte, einen Teil des Tributs mit Falschgeld zu zahlen, doch einer der kastilischen Gesandten, ein Jude, bemerkte den Betrug. Voller Zorn ließ al-Mu'tamid ihn kreuzigen und die christlichen Mitglieder der Gesandtschaft einkerkern. Alfons bestrafte diese Tat umgehend mit einem verheerenden Raubzug und holte sich auf diese Weise seinen Tribut.
Die Dauerfehden unter den maurischen Kleinkönigen ermöglichten es Alfons VI. am 25. Mai 1085, Toledo zu erobern. Daraufhin verbündeten sich al-Mu'tamid und die Taifa-Emire von Badajoz, Granada und Almería und riefen die maghrebinischen Almoraviden unter Yusuf ibn Taschfin zu Hilfe. Yusuf führte sein Heer über die Straße von Gibraltar und fügte den Kastiliern am 23. Oktober 1086 in der Schlacht bei Sagrajas (arab. az-Zallaqa), einige Kilometer nördlich von Badajoz, eine schwere Niederlage zu, ging dann aber zurück nach Marokko, um sich um Schwierigkeiten im eigenen Reich zu kümmern.
Yusufs Sieg über Alfons befreite die Taifa-Emire von ihrer Tributpflicht, aber sie waren weiterhin unfähig, ihre Reiche wirkungsvoll zu verteidigen, nicht einmal gegeneinander. Die Bevölkerung war die erdrückende Steuerlast leid, die die opulente Lebensweise der Herrscher und ihre endlosen Kriege finanzierte, und die Herrscher selbst intrigierten gegeneinander, selbst am Hof Yusufs. Alfons VI. konzentrierte seine Angriffe nunmehr auf den Osten von al-Andalus. Da ihn al-Mu'tamid nicht wirksam an derartigen Raids hindern konnte, reiste er selbst nach Marokko, um Yusuf Ibn Taschfin um eine erneute Intervention zu bitten. Ein Feldzug Yusufs im Jahre 1088 scheiterte jedoch wegen mangelhafter Unterstützung durch die Taifa-Emire.

### Kampf gegen die Almoraviden
Zwei Jahre später kam Yusuf erneut über die Straße von Gibraltar. Diesmal stützte er sich auf eine Fatwa seiner Rechtsgelehrten, die ihn aufforderte, die Emire im Namen des Islam zu verjagen und al-Andalus dem Reich der Almoraviden einzuverleiben. Nachdem Granada und Málaga 1090 erobert worden waren, versuchte al-Mu'tamid in letzter Minute ein Bündnis mit Alfons VI. gegen Yusuf zu schmieden; er gab dem Kastilier sogar seine Tochter Zaida, der sie zu seiner Konkubine machte. Dieser Versuch scheiterte jedoch. Nachdem auch Córdoba gefallen war, erschien Yusufs Feldherr Schir ben Abubekr 1091 vor Sevilla, erstürmte und plünderte die Stadt und belagerte die Zitadelle. Nach heldenhafter Verteidigung musste al-Mu'tamid schließlich kapitulieren. Um sein Leben zu retten, befahl er seinen Söhnen, die von ihnen noch gehaltenen Festungen zu übergeben.
Bis 1095 wurden auch die restlichen noch verbliebenen Taifa-Emirate von den Almoraviden annektiert.

### Gefangenschaft und Tod
Die meisten der entthronten Taifa-Emire wurden, soweit sie nicht im Kampf gefallen waren, hingerichtet. Al-Mu'tamid wurde auf Befehl Yusufs als Gefangener nach Aghmat (heute: Joumâa d’Aghmat) am Fuß des Hohen Atlas, etwa 30 km von Marrakesch, verbannt, die ursprüngliche Basis der Almoraviden. Dort verbrachte er die letzten Jahre seines Lebens in Acht und Armut. Frau und Töchter mussten als Spinnerinnen arbeiten. Trost fand er in seinen Gedichten, in denen er seine Trauer über den verlorenen Glanz, seine hingerichteten Söhne und die Freuden des vergangenen Hoflebens zum Ausdruck brachte.
Gerüchte über Aufstände in al-Andalus gegen die Herrschaft der Almoraviden füllten ihn mit froher Hoffnung, aber er wurde dafür bestraft, indem man ihn in Ketten legte. Al-Mu'tamid starb bald nach seiner Frau Rumaikiyya im März 1095 im Alter von 55 Jahren.
1970 wurde in Aghmat ein Mausoleum für ihn, seine Frau und seine Kinder errichtet. Kurz vor seinem Tod schrieb al-Mu'tamid einen Vers, der heute als Epitaph bei seinem Grab eingemeißelt ist: „Grab des Fremden. Du, der Du die verdorrten Reste Ibn Abbads als Dein Eigen nimmst, mögen die wandernden Wolken Dich niemals nässen.“
2014 wurde in seiner Geburtsstadt Beja im „Parque da Cidade“ ein Denkmal für ihn enthüllt.

## Privatleben
Er besaß eine Sängersklavin namens Su'da, die in der klassisch-arabischen Literatur Erwähnung findet, darunter in Ibn Fadlallah al-Umaris (1301–1349) Hauptwerk, dem Lexikon Masālik al-abṣār fī mamālik al-amṣār.